# Островиці (гміна)
Гміна Островіце (пол. Gmina Ostrowice) — колишня сільська гміна у північно-західній Польщі. Належала до Дравського повіту Західнопоморського воєводства.
Станом на 31 грудня 2011 у гміні проживало 2630 осіб.
Гміну ліквідовано 1 січня 2019. Того дня території сіл Борне, Долґе, Донатово, Гжибно, Єленіно, Островіце i Пшитьонь загальною площею 6558,36 га були включені до складу гміни Дравсько Поморське, а території сіл Хлебово, Цємінко, Гроново, Нове Вороново, Плоцє, Сєціно, Смольдзєнцино, Щицєнко i Сьмідзєнціно загальною площею 8500,04 га увійшли до складу гміни Злоценець. Островець - перша гміна Польщі, котра стала фінансово неспроможною і не була у змозі функціонувати.

## Територія
Згідно з даними за 2007 рік площа гміни становила 150.42 км², у тому числі:
- орні землі: 57.00%
- ліси: 29.00%

Таким чином, площа гміни становить 8.49% площі повіту.

## Населення
Станом на 31 грудня 2011:
| Опис     | Загалом | Загалом | Чоловіки | Чоловіки | Жінки | Жінки |
| -------- | ------- | ------- | -------- | -------- | ----- | ----- |
| одиниця  | осіб    | %       | осіб     | %        | осіб  | %     |
| все      | 2630    | 100     | 1359     | 51.67    | 1271  | 48.33 |
| міське   | 0       | 100     | 0        |          | 0     |       |
| сільське | 2630    | 100     | 1359     | 51.67    | 1271  | 48.33 |

## Сусідні гміни
Гміна Островіце межувала з такими гмінами: Бжежно, Дравсько-Поморське, Злоценець, Полчин-Здруй, Свідвін, Чаплінек.